# Záluží (Přídolí)
Záluží, dříve také Alluš (německy Allusch), je malá vesnice, část městyse Přídolí v okrese Český Krumlov. Nachází se asi 3 km na jih od Přídolí. Je zde evidováno 12 adres.
Záluží leží v katastrálním území Zátes o výměře 7,35 km².

## Historie
První písemná zmínka o vesnici pochází z roku 1389, kdy ves byla uvedena jako „Zaluzie popre Prziedol“.

## Památky a zajímavosti
- Ve středu vesnice stojí výklenková kaple se zvoničkou.

## Další fotografie

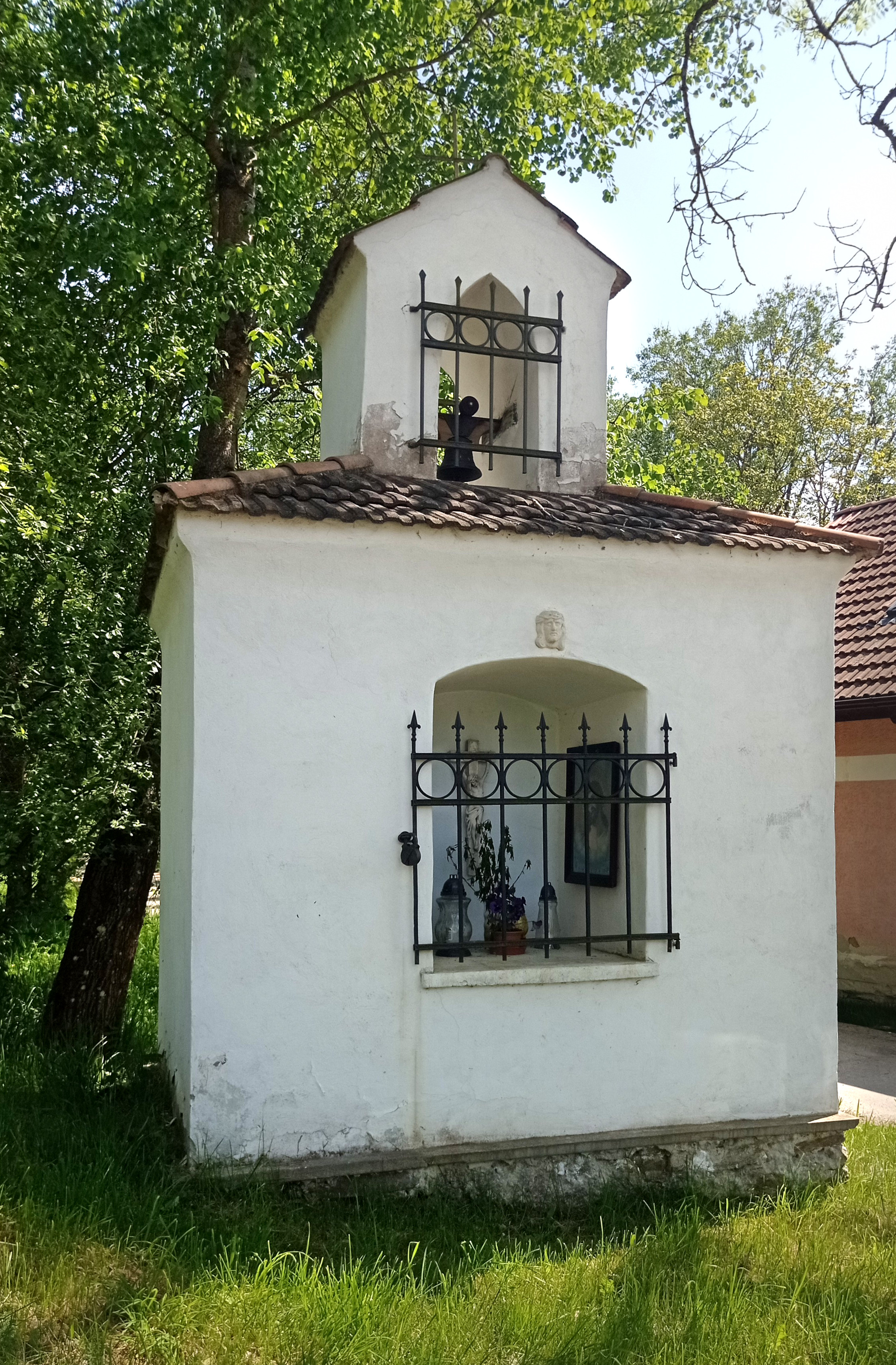
Kaple
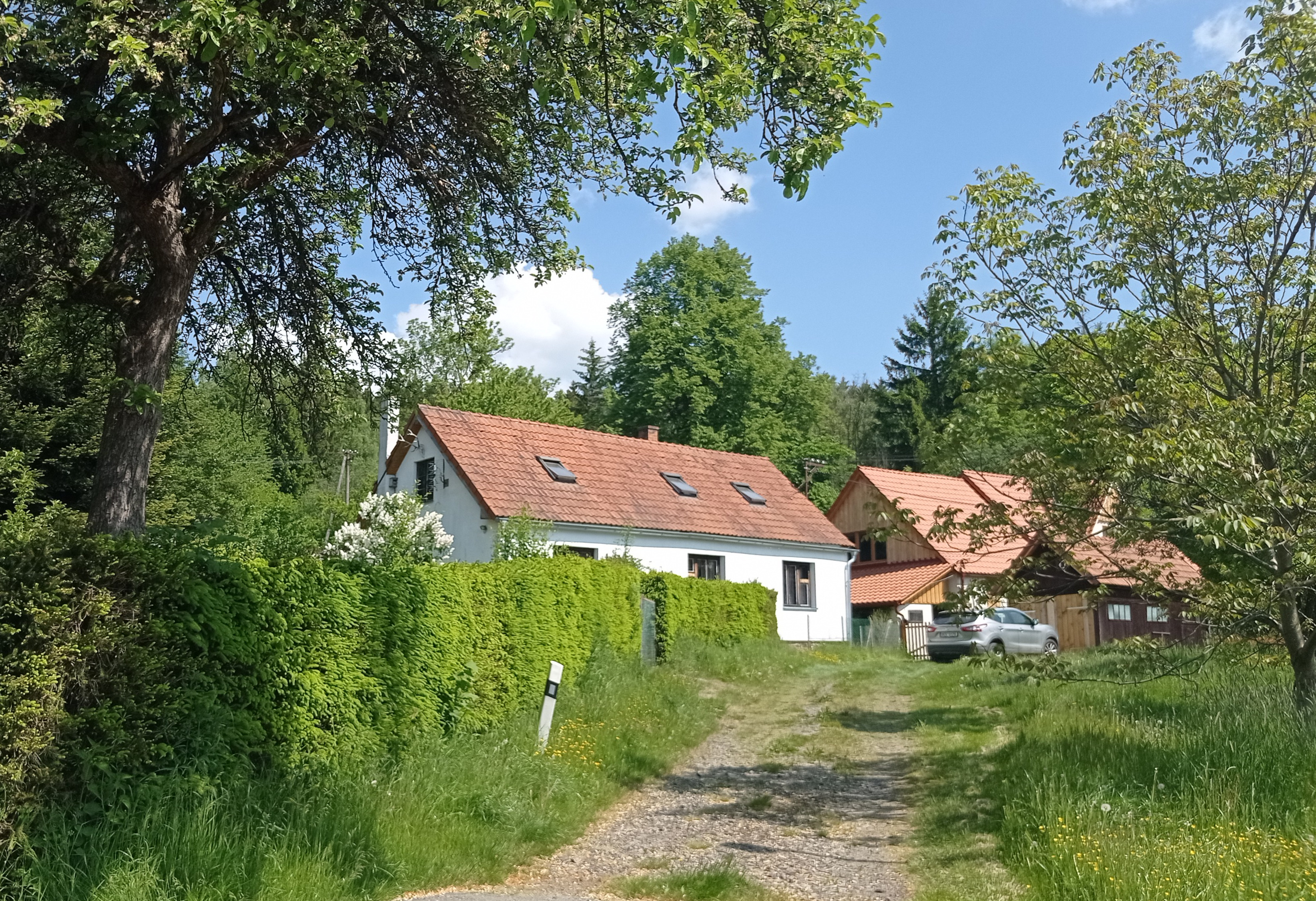
Dům čp. 14
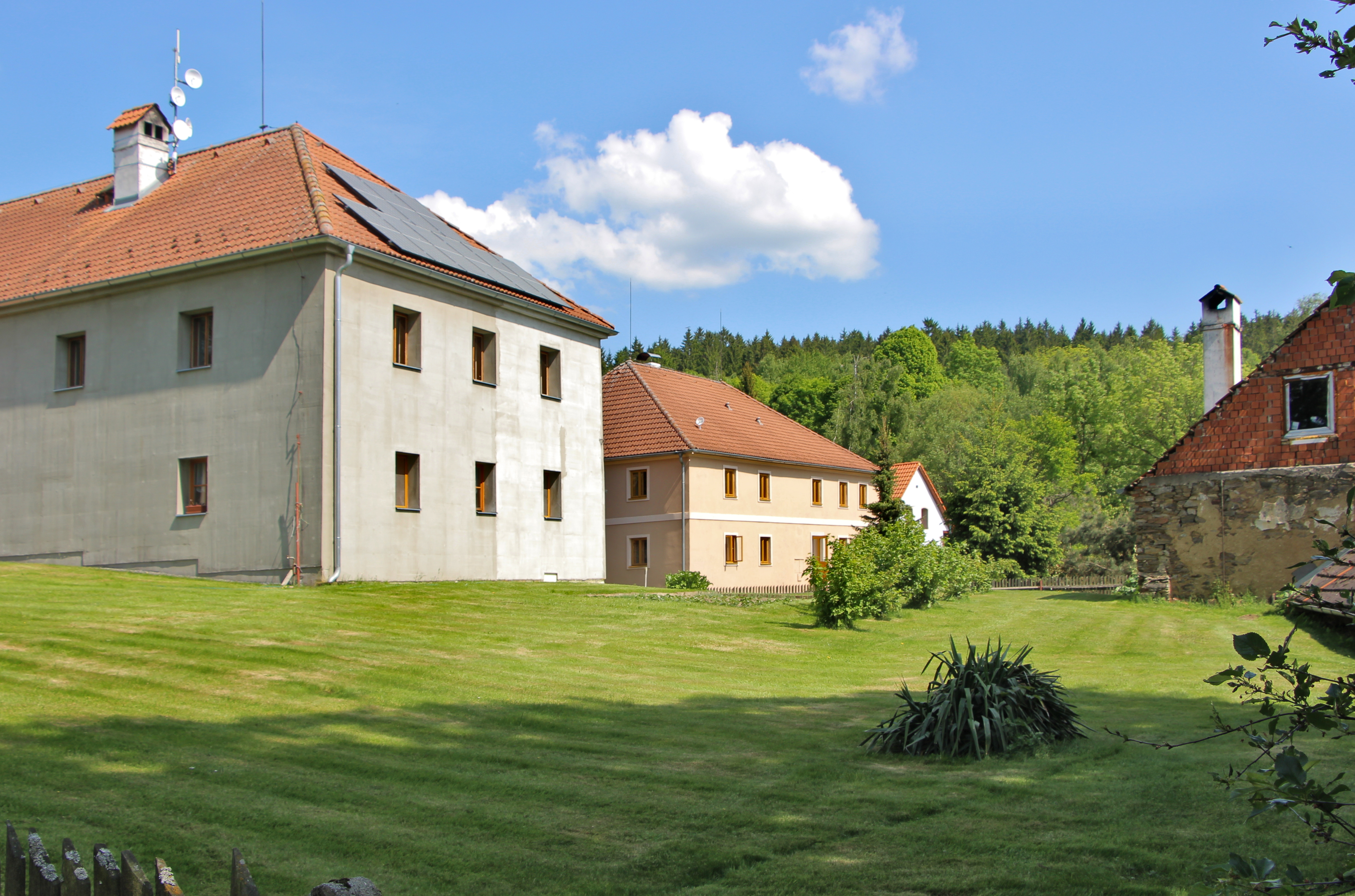
Dům čp. 7
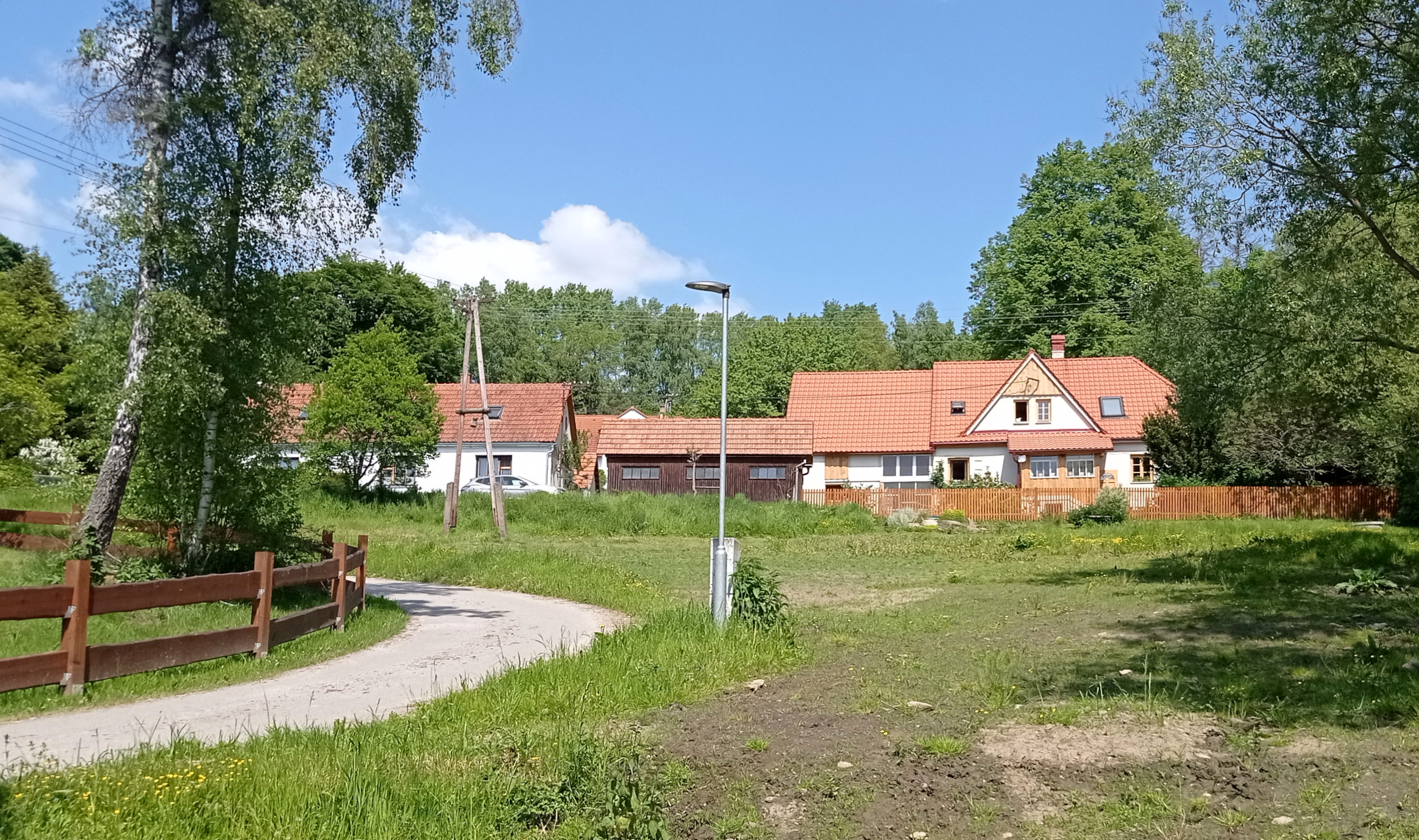
Středová část